# Isao Homma
Isao Homma (født 19. april 1981) er en japansk fodboldspiller.
Han har spillet for flere forskellige klubber i sin karriere, herunder Albirex Niigata og Tochigi SC.